# Cozes
Cozes là một xã trong tỉnh Charente-Maritime trong vùng Nouvelle-Aquitaine, tây nam nước Pháp. Xã Cozes nằm ở khu vực có độ cao từ 10-59 mét trên mực nước biển.